# Breitenbrunn (Schwaben)
Breitenbrunn település Németországban, azon belül Bajorországban. Lakosainak száma 2365 fő (2023. december 31.).

## Népesség
A település népessége az elmúlt években az alábbi módon változott:
| Lakosok száma | 800  | 1165 | 863  | 2081 | 2335 | 2315 | 2345 | 2340 | 2361 | 2365 |
|               | 1875 | 1950 | 1975 | 1987 | 2012 | 2014 | 2016 | 2017 | 2021 | 2023 |